# Asklepieion (Kos)
Het Asklepieion van Kos is de belangrijkste archeologische plaats op het Griekse eiland Kos. Het antieke sanatorium ligt bijna 4 km in zuidwestelijke richting, buiten de huidige eilandhoofdstad op een met cipressen beboste heuvel, bijna 100 m boven de zeespiegel. Het werd in 1902 naar aanwijzingen van de uit Kos afkomstige historicus Iakovos Zaraftis door de Duitse archeoloog Rudolf Herzog ontdekt en blootgelegd. De opgravingen werden tot 1904 verdergezet.

## Opbouw van het heiligdom
Daar de gebouwen op een helling liggen, werd het Asklepieion in meerdere terrassen aangelegd en deze werden met imposante, vrijstaande marmeren trappen met elkaar verbonden.
Het onderste terras werd door zuilenhallen (stoa) omzoomd en dateerde uit de 1e eeuw n. Chr. Op de zuilengangen sloten kamers aan, waarschijnlijk ruimtes waarin de patiënten tijdens hun behandeling verbleven.  Een in het zuidelijke deel van dit terras gevonden inscriptie vermeldt de uit Kos afkomstige arts Gaius Stertinius Xenophon, de lijfarts van princeps Claudius. Het is ook interessant te weten dat men op dit terras ook twee onderaardse ruimtes heeft gevonden. Men gaat ervan uit, dat deze bijzondere kamers voor de patiënten met geslachtsziektes en lepra waren voorbehouden. Een groep gebouwen was aan de opleiding gewijd en herbergde de doktersschool alsook een anatomisch en pathologisch museum, met talrijke exposities, illustraties en votiefgaven.

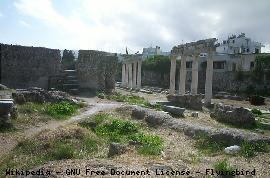
Ruïnes van het heiligdom te Kos.

Op het middelste terras, het oudste deel van het heiligdom, dat tot de 4e eeuw v.Chr. kan worden teruggevoerd, vond het medische bedrijf plaats. Hier bevonden zich naast de medicinale baden, onder andere gevoed door een bron van de berg Dikeos, meerdere tempels van de Ionische orde, die aan Asklepios waren gewijd, alsook een later gebouwde tempel in de Korinthische orde.
Op het derde (bovenste) terras bevond zich een grote marmeren tempel in de Dorische orde, een exacte kopie van de tempel in Epidauros, die aan Asklepios van Kiparissios Apollo was gewijd. Een hier gevonden christelijk altaar herinnert eraan, dat de tempel in de Byzantijnse tijd diende als christelijke kerk en was gewijd aan de Moeder Gods. Van het bovenste terras leidde een trap verder naar een heilig dennenbomen- en cipressenwoud. Het woud, dat aan Apollon was gewijd, verleende vermoedelijk alle daar levende vrouwen de onsterfelijkheid en verhinderde dat ze kinderen kregen.
Vermoedelijk waren er naast deze nog andere gebouwen, bijvoorbeeld een theater en een stadion, die voor feesten ter ere van Asklepios werden gebruikt. Deze gebouwen werden tot nog toe niet ontdekt.